# Cime Bianche

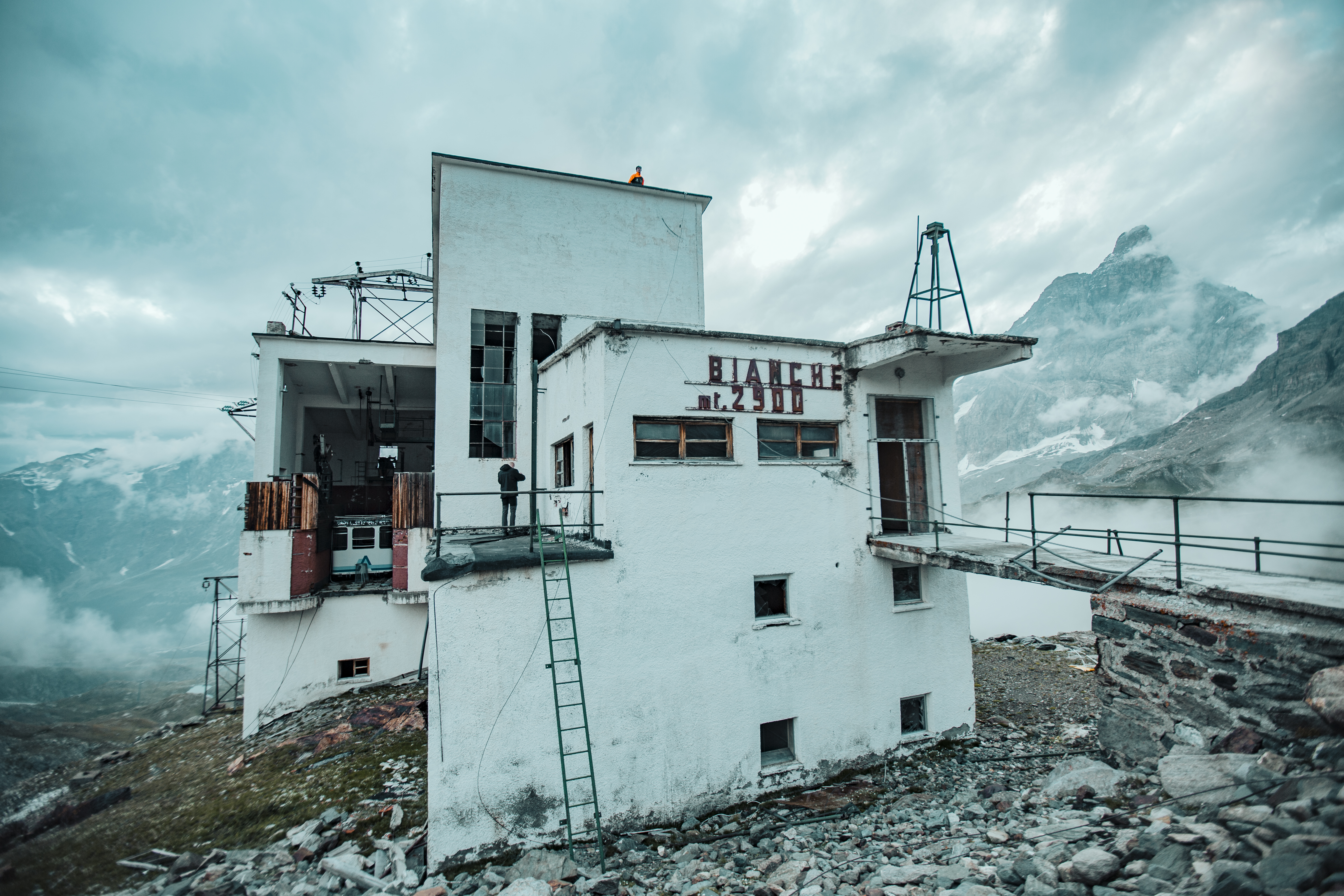
Untere Station

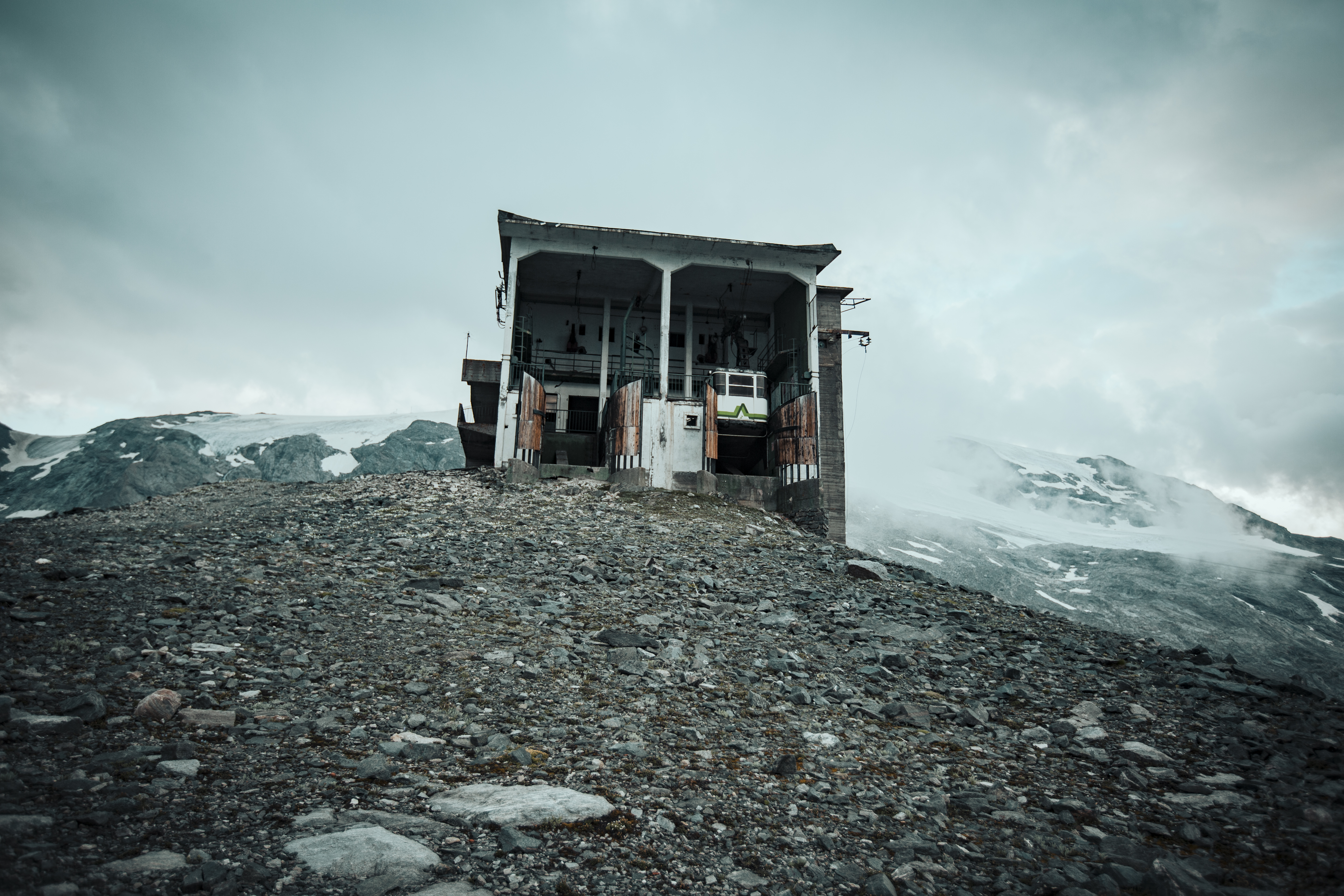
Obere Station

Cime Bianche, französisch (les) Cimes blanches, ist ein Bergrücken in den Walliser Alpen im Skigebiet Breuil-Cervinia, auf dem zwei außer Betrieb befindliche Seilbahnstationen gelegen sind. Beide Stationen dienten als Mittelstation vom Plan Maison zur Testa Grigia. Die untere Station liegt auf einer Höhe von 2812 m s.l.m., die obere auf 2906 m s.l.m.